# Brigada Anfibia de Infantería de Marina
La Brigada Anfibia de Infantería de Marina "Teniente de Navío Don Cándido de Lasala" (BRIM), creada en 2023 con fuerzas de la Fuerza de Infantería de Marina de la Flota de Mar (FAIF), es una gran unidad de la Infantería de Marina (IM) de la Armada Argentina, con dependencia del Comando de la Infantería de Marina (COIM) y relación funcional con el Comando de la Flota de Mar (COFM).
Su nombre honra al militar Cándido de Lasala, soldado rioplatense caído en la segunda invasión inglesa al Río de la Plata (1807).

## Historia
Por Resolución N.º 219/93 «C» del Estado Mayor General de la Armada del 1 de enero de 1994, se creó la Fuerza de Infantería de Marina de la Flota de Mar «Teniente de Navío Don Cándido de Lasala». Esta nueva unidad nació a partir de la fusión de la Brigada de Infantería de Marina N.º 1 con la Fuerza de Apoyo Anfibio.
El 22 de mayo de 2023, la marina de guerra decidió crear la Brigada Anfibia de Infantería de Marina «Teniente de Navío Don Cándido de Lasala» (BRIM) con las fuerzas de la ex Fuerza de Infantería de Marina de la Flota de Mar (FAIF).

## Organización
- Brigada Anfibia de Infantería de Marina «Teniente de Navío Cándido de Lasala» (BRIM). Asiento: Base Naval Puerto Belgrano (Punta Alta, BA).[2]
  - Batallón de Infantería de Marina N.º 2-Escuela «Capitán de Fragata IM Pedro Edgardo Giachino» (BIM2). Asiento: Base Naval de Infantería de Marina Baterías (Punta Alta, BA)
  - Batallón de Artillería de Campaña N.º 1-Escuela (BIAC). Asiento: Base Naval Puerto Belgrano (Punta Alta, BA).
  - Batallón de Comunicaciones N.º 1-Escuela (BIC1). Asiento: Base Naval Puerto Belgrano (Punta Alta, BA).
  - Agrupación de Comandos Anfibios (APCA). Asiento: Base Naval Puerto Belgrano (Punta Alta, BA).
  - Batallón de Comando y Apoyo Logístico (BICA). Asiento: Base Naval Puerto Belgrano (Punta Alta, BA).
  - Batallón de Vehículos Anfibios N.º 1 (BIVH). Asiento: Base Naval de Infantería de Marina Baterías (Punta Alta, BA)
  - Batallón Antiaéreo (BIAA). Asiento: Base Naval Puerto Belgrano (Punta Alta, BA).
  - Compañía de Ingenieros Anfibios (CKIA). Asiento: Base Naval Puerto Belgrano (Punta Alta, BA).